# Большое Ходяшево
 Большое Ходяшево  — село в Зеленодольском районе Татарстана. Входит в состав городского поселения Нижние Вязовые.

## География
Находится в западной части Татарстана на расстоянии приблизительно 12 км на юг от районного центра города Зеленодольск в правобережной части района.

## История
Основано в период Казанского ханства. В 1729 году  здесь была построена деревянная Спасская церковь (не сохранилась). До 1764 года село принадлежало Свияжскому Успенскому монастырю.

## Население
Постоянных жителей было в 1782 году — 347 душ мужского пола, в 1859—753, в 1897—1264, в 1908—1351, в 1920—1312, в 1926—1384, в 1938—1361, в 1949—706, в 1958—668, в 1970—509, в 1979—330, в 1989—380. Постоянное население составляло 367 человек (русские 83 %) в 2002 году, 314 в 2010.